# Rednitztal in Nürnberg
Rednitztal in Nürnberg este o arie protejată (arie specială de conservare — SAC, sit de importanță comunitară — SCI) din Germania întinsă pe o suprafață de 338,01 ha, integral pe uscat.

## Localizare
Centrul sitului Rednitztal in Nürnberg este situat la coordonatele 49°22′46″N 11°01′32″E / 49.3794°N 11.0256°E.

## Înființare
Situl Rednitztal in Nürnberg a fost declarat sit de importanță comunitară în noiembrie 2004 pentru a proteja 1 specie de animale. Situl a fost protejat și ca arie specială de conservare în aprilie 2016.

## Biodiversitate
Situată în ecoregiunea continentală, aria protejată conține 3 habitate naturale: Lacuri eutrofice naturale cu vegetație de tip Magnopotamion sau Hydrocharition, Fânețe de joasă altitudine (Alopecurus pratensis, Sanguisorba officinalis), Păduri aluvionare cu Alnus glutinosa și Fraxinus excelsior (Alno-Padion, Alnion incanae, Salicion albae).
La baza desemnării sitului se află o specie protejată de  nevertebrate: Ophiogomphus cecilia.